# ティム・アンダーソン (野球)
ティモシー・デボン・アンダーソン（Timothy Devon Anderson, 1993年6月23日 - ）は、アメリカ合衆国アラバマ州タスカルーサ出身のプロ野球選手（遊撃手）。右投右打。現在は、フリーエージェント（FA）。

## 経歴

### プロ入りとホワイトソックス時代
2013年のMLBドラフト1巡目（全体17位）でシカゴ・ホワイトソックスから指名され、プロ入り。この年は傘下のA級カナポリス・インティミデイターズでに所属し、68試合に出場して打率.277、1本塁打、21打点、24盗塁を記録した。
2014年はルーキー級アリゾナリーグ・ホワイトソックス、A+級ウィンストン・セイラム・ダッシュ、AA級バーミングハム・バロンズに所属し、3球団合計で84試合に出場して打率.303、9本塁打、40打点、10盗塁を記録した。オフにはアリゾナ・フォールリーグに参加し、グレンデール・デザートドッグスに所属した。
2015年は初めてメジャーのスプリングトレーニングに招待された。シーズンではAA級バーミングハムに所属し、125試合に出場して打率.300、5本塁打、46打点、49盗塁を記録した。
2016年は開幕をAAA級シャーロット・ナイツで迎えた。6月10日に同日にDFAとなったジミー・ロリンズと入れ替わる形でメジャー契約を結び、25人枠入りした。デビュー戦となった同日のカンザスシティ・ロイヤルズ戦にて「9番・遊撃手」で先発出場してメジャー初安打を含む2安打を記録した。7月9日のアトランタ・ブレーブス戦の3回表の無死一・二塁の場面で、フレディ・フリーマンの打ったゴロを捕球して、二塁走者に触球し、二塁ベースを踏んだ後、一塁に送球することにより、2刺殺、1補殺の三重殺を完成させた。全体としては99試合に出場。打率.283、9本塁打、30打点、10盗塁という成績を残した。
2017年2月14日、背番号を7に変更した。3月にホワイトソックスと6年2500万ドルで契約を延長した（2023年と2024年は球団オプション）。8月23日のミネソタ・ツインズ戦で自身初のサヨナラ安打を記録した。この年は146試合の出場で打率.257、17本塁打、56打点、15盗塁などを記録した。守備ではリーグ1位の28失策を記録した。
2018年8月23日のミネソタ・ツインズ戦で自身初のサヨナラ安打を記録した。この年は153試合の出場で打率.240、20本塁打、64打点、26盗塁（リーグ7位）などを記録した。守備では2年連続リーグ1位の20失策を記録した。
2019年4月17日のカンザスシティ・ロイヤルズ戦で、4回に2点本塁打を打った際に三塁側ベンチに向かって挑発的にバットを放り投げた（バットフリップ）ことにロイヤルズのブラッド・ケラーが激怒、6回の次打席で報復死球を投じたことから小競り合いとなり両チームから選手が出て乱闘寸前の状態になった。結果ケラーと共に退場処分を受けた。なおアンダーソンは2018年のロイヤルズ戦でも小競り合いを起こしている。19日にMLBより1試合の出場停止処分を受けた。4月は、26日のデトロイト・タイガース戦で自身初のサヨナラ本塁打を記録するなど、打率.381、6本塁打、17打点、9盗塁などの好成績でプレイヤー・オブ・ザ・マンスを初受賞した。6月25日のボストン・レッドソックス戦の守備でゴロを捕球する際に右足首を捻挫し、その後1ヶ月（26試合）欠場した。この年は123試合の出場で打率.335、18本塁打、56打点、17盗塁などを記録し、首位打者のタイトルを獲得した。守備では3年連続リーグ1位の26失策を記録した。
2020年は新型コロナウイルスの影響で60試合の短縮シーズンとなる中、8月1日に右股関節の張りで故障者リストに登録された。この年は49試合に出場し、打率は.322でDJ・ルメイユに次ぐ2位、10本塁打、21打点、5盗塁などを記録した。自身初出場のポストシーズンではオークランド・アスレチックスとのワイルドカードシリーズで3試合連続3安打という史上2人目の記録を残したが、チームは敗退した。オフにはシルバースラッガー賞を初受賞し、MVP投票では7位だった。
2021年7月10日に辞退した選手の代替選手として自身初となるオールスターゲームに選出された。7月13日に開催されたオールスターゲームでは8回裏にブルージェイズのボー・ビシェットに変わって遊撃手の守備について途中出場し、オールスターゲーム初出場を果たした。
2023年は、シーズン開幕前に開催された第5回ワールド・ベースボール・クラシック（WBC）にアメリカ合衆国代表として参加した。
シーズンでは8月5日のガーディアンズ戦の6回にホセ・ラミレスから足にスライディングを受け、このことで口論となった。アンダーソンがグローブを置いてボクシングの構えをしたことで、殴り合いの乱闘となった。この乱闘によってラミレスと共に退場となった。オフの11月6日に球団から契約延長オプションを破棄され、FAとなった。

### マーリンズ時代
2024年2月24日にマイアミ・マーリンズと500万ドルの1年契約を結んだ。7月2日にゼイビア・エドワーズの復帰に伴ってDFAとなり、その3日後に自由契約となった。この年はこれ以降、どの球団にも所属しなかった。

### エンゼルス時代
2025年1月22日にロサンゼルス・エンゼルスとマイナー契約を結び、同年のスプリングトレーニングには招待選手として参加し、3月25日にエンゼルスの開幕ロースターに選出された。しかし、31試合に出場し、打率.205（83打数17安打）、0本塁打と結果を残せず、5月28日にスコット・キンガリーの復帰に伴ってDFAとなり、2日後に自由契約となった。

## 選手としての特徴
高校2年から野球を始めたため粗削りだが、バスケットボールで培われた身体能力が売りで、特にスピードは高評価。守備や選球眼に課題がある。

## 人物
愛称はB・ボス。
家族は妻と2人の娘がいる。

## 詳細情報

### 年度別打撃成績
| 年 度    | 球 団    | 試 合 | 打 席 | 打 数 | 得 点 | 安 打 | 二 塁 打 | 三 塁 打 | 本 塁 打 | 塁 打 | 打 点 | 盗 塁 | 盗 塁 死 | 犠 打 | 犠 飛 | 四 球 | 敬 遠 | 死 球 | 三 振 | 併 殺 打 | 打 率 | 出 塁 率 | 長 打 率 | O P S |
| -------- | -------- | ----- | ----- | ----- | ----- | ----- | -------- | -------- | -------- | ----- | ----- | ----- | -------- | ----- | ----- | ----- | ----- | ----- | ----- | -------- | ----- | -------- | -------- | ----- |
| 2016     | CWS      | 99    | 431   | 410   | 57    | 116   | 22       | 6        | 9        | 177   | 30    | 10    | 2        | 6     | 1     | 13    | 0     | 1     | 117   | 15       | .283  | .306     | .432     | .738  |
| 2017     | CWS      | 146   | 606   | 587   | 72    | 151   | 26       | 4        | 17       | 236   | 56    | 15    | 1        | 2     | 1     | 13    | 0     | 3     | 162   | 13       | .257  | .276     | .402     | .679  |
| 2018     | CWS      | 153   | 606   | 567   | 77    | 136   | 28       | 3        | 20       | 230   | 64    | 26    | 8        | 2     | 3     | 30    | 2     | 4     | 149   | 15       | .240  | .281     | .406     | .687  |
| 2019     | CWS      | 123   | 518   | 498   | 81    | 167   | 32       | 0        | 18       | 253   | 56    | 17    | 5        | 0     | 2     | 15    | 0     | 3     | 109   | 12       | .335  | .357     | .508     | .865  |
| 2020     | CWS      | 49    | 221   | 208   | 45    | 67    | 11       | 1        | 10       | 110   | 21    | 5     | 2        | 0     | 1     | 10    | 0     | 2     | 50    | 4        | .322  | .357     | .529     | .886  |
| 2021     | CWS      | 123   | 551   | 527   | 94    | 163   | 29       | 2        | 17       | 247   | 61    | 18    | 7        | 0     | 1     | 22    | 1     | 1     | 119   | 5        | .309  | .338     | .469     | .806  |
| 2022     | CWS      | 79    | 351   | 332   | 50    | 100   | 13       | 0        | 6        | 131   | 25    | 13    | 0        | 0     | 0     | 14    | 1     | 5     | 55    | 10       | .301  | .338     | .395     | .734  |
| 2023     | CWS      | 123   | 524   | 493   | 52    | 121   | 18       | 2        | 1        | 146   | 25    | 13    | 2        | 0     | 2     | 26    | 0     | 3     | 122   | 15       | .245  | .286     | .296     | .582  |
| 2024     | MIA      | 65    | 241   | 234   | 16    | 50    | 3        | 0        | 0        | 53    | 9     | 4     | 4        | 0     | 0     | 7     | 0     | 0     | 68    | 6        | .214  | .237     | .226     | .463  |
| 2025     | LAA      | 31    | 90    | 83    | 8     | 17    | 3        | 0        | 0        | 20    | 3     | 1     | 1        | 0     | 0     | 3     | 0     | 3     | 29    | 1        | .205  | .258     | .241     | .499  |
| MLB：9年 | MLB：9年 | 960   | 4049  | 3856  | 544   | 1071  | 182      | 18       | 98       | 1583  | 347   | 121   | 31       | 10    | 11    | 150   | 4     | 22    | 951   | 95       | .278  | .308     | .411     | .718  |

- 2024年度シーズン終了時
- 各年度の太字はリーグ最高

### 年度別打撃成績所属リーグ内順位
| 年 度 | 年 齢 | リ ｜ グ   | 打 率 | 安 打 | 二 塁 打 | 三 塁 打 | 本 塁 打 | 打 点 | 盗 塁 | 出 塁 率 |
| ----- | ----- | ---------- | ----- | ----- | -------- | -------- | -------- | ----- | ----- | -------- |
| 2016  | 23    | ア・リーグ | -     | -     | -        | -        | -        | -     | -     | -        |
| 2017  | 24    | ア・リーグ | -     | -     | -        | -        | -        | -     | -     | -        |
| 2018  | 25    | ア・リーグ | -     | -     | -        | -        | -        | -     | 7位   | -        |
| 2019  | 26    | ア・リーグ | 1位   | -     | -        | -        | -        | -     | -     | -        |
| 2020  | 27    | ア・リーグ | 2位   | 4位   | -        | -        | -        | -     | -     | -        |
| 2021  | 28    | ア・リーグ | 4位   | -     | -        | -        | -        | -     | -     | -        |
| 2022  | 29    | ア・リーグ | -     | -     | -        | -        | -        | -     | -     | -        |
| 2023  | 30    | ア・リーグ | -     | -     | -        | -        | -        | -     | -     | -        |
| 2024  | 31    | ナ・リーグ | -     | -     | -        | -        | -        | -     | -     | -        |

- -は10位未満（打率は規定打席未到達の場合も-と表記）

### ポストシーズン打撃成績
| 年 度     | 球 団     | シ リ ｜ ズ | 試 合 | 打 席 | 打 数 | 得 点 | 安 打 | 二 塁 打 | 三 塁 打 | 本 塁 打 | 塁 打 | 打 点 | 盗 塁 | 盗 塁 死 | 犠 打 | 犠 飛 | 四 球 | 敬 遠 | 死 球 | 三 振 | 併 殺 打 | 打 率 | 出 塁 率 | 長 打 率 |
| --------- | --------- | ----------- | ----- | ----- | ----- | ----- | ----- | -------- | -------- | -------- | ----- | ----- | ----- | -------- | ----- | ----- | ----- | ----- | ----- | ----- | -------- | ----- | -------- | -------- |
| 2020      | CWS       | ALWC        | 3     | 14    | 14    | 2     | 9     | 2        | 0        | 0        | 11    | 0     | 0     | 0        | 0     | 0     | 0     | 0     | 0     | 0     | 0        | .643  | .643     | .786     |
| 2021      | CWS       | ALDS        | 4     | 19    | 19    | 4     | 7     | 0        | 0        | 0        | 7     | 1     | 0     | 0        | 0     | 0     | 0     | 0     | 0     | 5     | 0        | .368  | .368     | .368     |
| 出場：2回 | 出場：2回 | 出場：2回   | 7     | 33    | 33    | 6     | 16    | 2        | 0        | 0        | 18    | 1     | 0     | 0        | 0     | 0     | 0     | 0     | 0     | 5     | 0        | .485  | .485     | .545     |

- 2024年度シーズン終了時

### WBCでの打撃成績
| 年 度 | 代 表          | 試 合 | 打 席 | 打 数 | 得 点 | 安 打 | 二 塁 打 | 三 塁 打 | 本 塁 打 | 塁 打 | 打 点 | 盗 塁 | 盗 塁 死 | 犠 飛 | 四 球 | 敬 遠 | 死 球 | 三 振 | 併 殺 打 | 打 率 | 出 塁 率 | 長 打 率 |
| ----- | -------------- | ----- | ----- | ----- | ----- | ----- | -------- | -------- | -------- | ----- | ----- | ----- | -------- | ----- | ----- | ----- | ----- | ----- | -------- | ----- | -------- | -------- |
| 2023  | アメリカ合衆国 | 6     | 21    | 18    | 3     | 6     | 1        | 1        | 0        | 9     | 5     | 1     | 0        | 1     | 2     | 0     | 0     | 1     | 0        | .333  | .381     | .500     |

### 年度別守備成績
| 年 度 | 球 団 | 二塁（2B） | 二塁（2B） | 二塁（2B） | 二塁（2B） | 二塁（2B） | 二塁（2B） | 遊撃（SS） | 遊撃（SS） | 遊撃（SS） | 遊撃（SS） | 遊撃（SS） | 遊撃（SS） |
| 年 度 | 球 団 | 試 合      | 刺 殺      | 補 殺      | 失 策      | 併 殺      | 守 備 率   | 試 合      | 刺 殺      | 補 殺      | 失 策      | 併 殺      | 守 備 率   |
| ----- | ----- | ---------- | ---------- | ---------- | ---------- | ---------- | ---------- | ---------- | ---------- | ---------- | ---------- | ---------- | ---------- |
| 2016  | CWS   | -          | -          | -          | -          | -          | -          | 98         | 142        | 244        | 14         | 50         | .965       |
| 2017  | CWS   | -          | -          | -          | -          | -          | -          | 146        | 197        | 363        | 28         | 85         | .952       |
| 2018  | CWS   | -          | -          | -          | -          | -          | -          | 151        | 188        | 392        | 20         | 72         | .967       |
| 2019  | CWS   | -          | -          | -          | -          | -          | -          | 122        | 182        | 324        | 26         | 75         | .951       |
| 2020  | CWS   | -          | -          | -          | -          | -          | -          | 49         | 65         | 109        | 6          | 23         | .967       |
| 2021  | CWS   | -          | -          | -          | -          | -          | -          | 122        | 152        | 270        | 10         | 59         | .977       |
| 2022  | CWS   | -          | -          | -          | -          | -          | -          | 79         | 99         | 203        | 12         | 38         | .962       |
| 2023  | CWS   | 2          | 3          | 2          | 1          | 0          | .833       | 119        | 157        | 239        | 14         | 58         | .966       |
| 2024  | MIA   | -          | -          | -          | -          | -          | -          | 63         | 66         | 170        | 9          | 34         | .963       |
| MLB   | MLB   | 2          | 3          | 2          | 1          | 0          | .833       | 948        | 1248       | 2314       | 139        | 494        | .962       |

- 2024年度シーズン終了時
- 各年度の太字はリーグ最高

### タイトル
- 首位打者：1回（2019年）

### 表彰
- シルバースラッガー賞（遊撃手部門）：1回（2020年）
- プレイヤー・オブ・ザ・マンス：1回（2019年4月）

### 記録
- MLBオールスターゲーム選出：1回（2021年）
- 通算初回先頭打者本塁打：8（2020年シーズン終了時）[33]
- ポストシーズン3試合連続3安打：2020年10月1日（史上2人目[14]）※ルー・ブロック以来52年ぶり

### 背番号
- 12（2016年）
- 7（2017年 - 2024年）
- 77（2025年 - 同年途中）

### 代表歴
- 2023 ワールド・ベースボール・クラシック・アメリカ合衆国代表